# کورین ایر

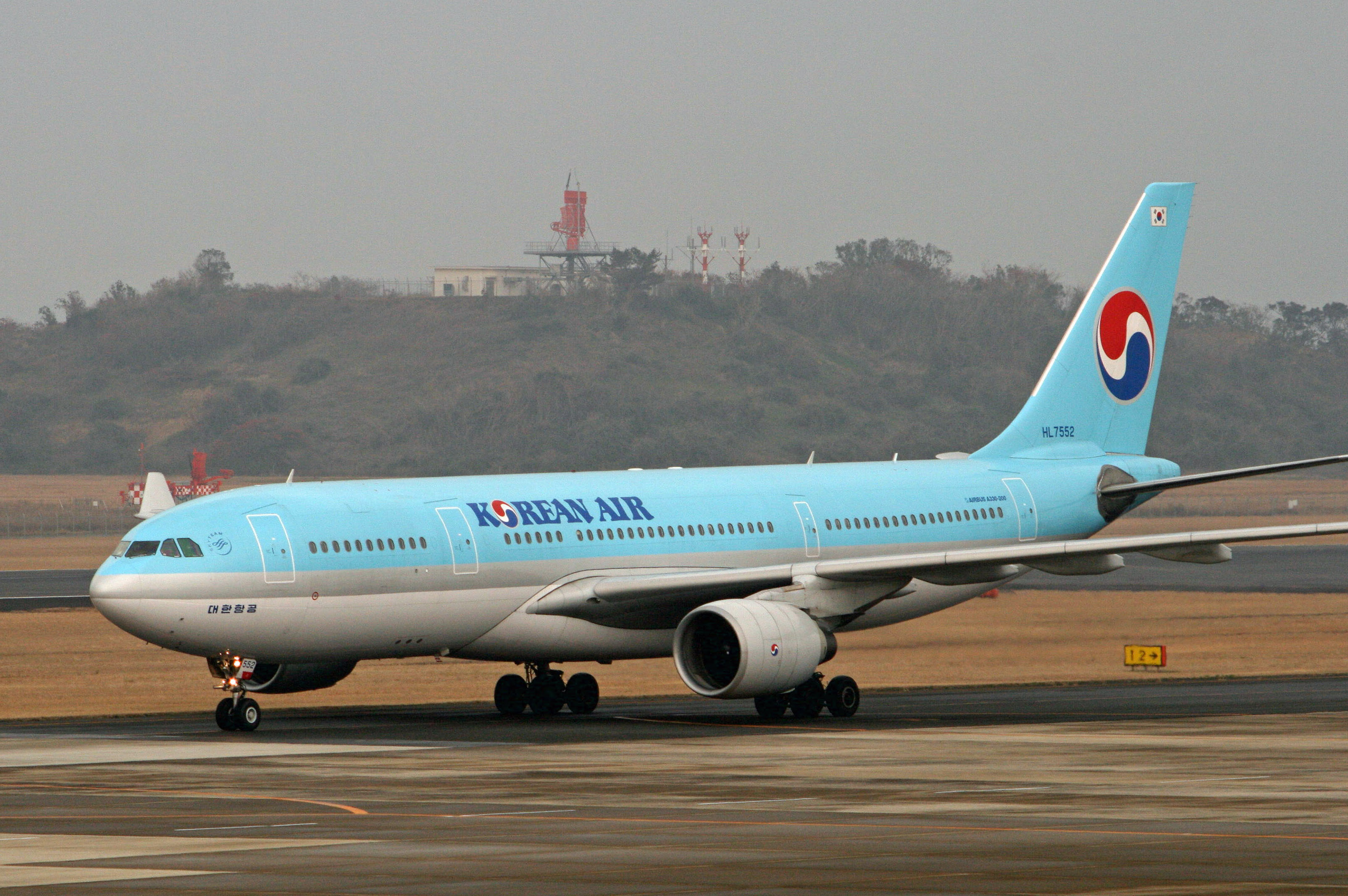
ایرباس ای۳۳۰ متعلق به هواپیمایی کره، در فرودگاه ناگاساکی

هواپیمایی کره (به انگلیسی: Korean Air) بزرگترین شرکت هواپیمایی کره‌ای است، که به‌عنوان شرکت حامل پرچم در کشور کره جنوبی فعالیت می‌نماید. 
شرکت هواپیمایی کره در سال ۱۹۴۶ راه‌اندازی شد و در حال حاضر ۱۳۰ شهر را در ۴۵ کشور تحت پوشش قرار داده و به‌عنوان یکی از ۲۰ شرکت بزرگ هواپیمایی جهان، شناخته می‌شود.
دفتر مرکزی این شرکت در شهر سئول قرار دارد و سهام آن در بازار بورس کره معامله می‌شود. فرودگاه بین‌المللی اینچن به‌عنوان قطب شرکت هواپیمایی کره مورد استفاده قرار می‌گیرد.